# Троян Михайло Васильович
Михайло Васильович Троян (19 червня 1923, с. Вишні Ремети, Підкарпатська Русь, Чехословаччина — 20 травня 1987, Мукачеве, Закарпатська область, УРСР) — український радянський історик; дослідник історії Угорщини та Закарпаття.

## Життєпис
Народився 19 червня 1923 року в селі Вишні Ремети (нині — село Верхні Ремети Берегівського району Закарпатської області) в сім'ї селянина.
Після закінчення початкової школи вступив до Берегівської реальної гімназії, потім продовжив навчання в Хустській гімназії, яку закінчив 1942 року. У 1942–1944 роках навчався на філоофському факультеті Будапештського університету, де спеціалізувався на історії, географії та слов'янознавстві.
Після повернення на Закарпаття у 1944 році був призначений викладачем Мукачівського кооперативного технікуму, де працював до 1948 року. Брав активну участь у створенні Союзу молоді Закарпаття. Учасник Першого з'їзду Народних Комітетів Закарпаття, що відбувся 26 листопада 1944 року в Мукачевому.
1948 року закінчив історичний факультет Львівського університету, після чого був завучем Хустського педагогічного училища. У 1949–1952 роках — заступник директора Мукачівського педагогічного училища; паралельно навчався у аспірантурі Київського університету, яку закінчив у 1952 році.
В грудні 1950 року захистив кандидатську дисертацію на тему: «Боротьба трудящих Закарпаття за своє національне і соціальне визволення та возз'єднання з Радянською Україною».
У 1952–1953 роках працював викладачем дворічної партійної школи в Ужгороді. У 1953–1955 роках — завідувач відділом народної освіти Закарпатського облвиконкому.
З 1955 року перейшов на викладацьку роботу до Ужгородського державного університету, на кафедру історії, де розгорнув активну науково-педагогічну роботу. З 1955 року — на посаді старшого викладача, з 1962 — доцент.
У 1970 року Михайло Троян захистив докторську дисертацію на тему: «Боротьба трудящих Угорщини за соціальне і національне визволення і встановлення в країні Радянської влади. 1917–1919 роки». З 1972 року — професор.
У 1976 році професор Троян (на той час — співробітник кафедри історії СРСР) домігся відкриття в Ужгородському державному університеті кафедри історіографії та джерелознавства з викладанням курсу історії УРСР (наказ Міністерства вищої і середньої спеціальної освіти УРСР від 14 травня 1976 року), яку сам і очолював протягом 11 років.
Входив до редакційної колегії енциклопедичного видання «Історія міст і сіл УРСР. Закарпатська область» (1969, друге видання — 1982).
Михайло Троян був у дружніх стосунках з дочкою Бели Куна, угорським письменником Анталом Гнідашем. Разом з Ласло Червеняком працював в архівах Будапешта, Сегеда, Ніредьгази, Праги, Кошіце, готучючи до видання книгу «Єдність трудящих Угорщини і Закарпаття».
20 травня (за іншими даними — 19 травня) 1987 року Михайло Троян несподівано помер у Мукачевому.

## Науковий доробок
Серед наукових інтересів Михайла Трояна: історія національно-визвольних рухів в Угорщині та на Закарпатті після розпаду Австро-Угорської імперії, питання підпільного і партизанського рухів на Закарпатті у роки Другої світової війни, возз'єднання Закарпаття з Україною, Закарпатське краєзнавство.
Михайло Троян зробив вагомий внесок в історичну науку, опублікував понад 300 наукових і науково-популярних праць, серед яких книги:
- Двадцятиріччя возз'єднання Закарпаття з Радянською Україною. — Київ, 1965.
- 40 незабутніх днів: (З історії боротьби за владу Рад на Закарпатті в 1919 році). — Ужгород, 1967. (у співавторстві)
- Угорська Комуна 1919 року — Львів, 1970.
- История Венгрии: В 3-х т. Т. ІІІ — Москва, 1972. (у співавторстві)
- Мукачевский замок: Историко-краеведческий очерк. — Ужгород, 1977. (2-е вид. — 1982)
- Того дня зійшло сонце возз'єднання: Перший з'їзд Народних комітетів Закарпатської України. — Ужгород, 1979. (перевидання в скороченому варіанті 1997 року)
- Хустський замок: Історико-краєзнавчий нарис. — Ужгород, 1980.
- В авангарді боротьби за возз'єднання: (Комуністичні організації західноукраїнських земель в авангарді боротьби за возз'єднання з соціалістичною Вітчизною.). — Київ, 1985. (у співавторстві)
- Йшов Жовтень, осягаючи світ. — Ужгород, 1987.
- Закарпаття в роки війни. — Ужгород, 1990. (у співавторстві)

Після смерті Михайла Трояна залишилось багато його неопублікованих праць: понад 5 тисяч машинописних сторінок, що зберігаються в Мукачівському історичному музеї «Замок Паланок» з матеріалами про 663 делегатів І з'їзду Народних Комітетів Закарпаття. Для кожного делегата відведено окрему папку, де, крім нарису Михайла Трояна, містяться особисті записи делегатів, матеріали з газет та журналів.
У 2005 році на основі матеріалів, зібраних Михайлом Трояном, упорядником Омеляном Довганичем до 60-ї річниці І з'їзду Народних Комітетів Закарпаття видано книгу про всіх 663 делегатів під назвою «Навічно в пам'яті історії».

## Відзнаки
Михайлу Трояну присвоєно звання Відмінника народної освіти УРСР, Заслуженого працівника вищої школи УРСР, його відзначено багатьма державними нагородами.